# Hari Mata Hari
Hari Mata Hari je glazbeni sastav iz Bosne i Hercegovine, osnovan u rujnu 1985. godine. Članovi tek osnovane grupe bili su Hajrudin Varešanović, Izo Kolečić, Edo Mulahalilović, Pjer Žalica i Zoran Kesić. Njihov prvi album je bio "U tvojoj kosi", a nastupili su na Jugoviziji 1986. s pjesmom "U tvojoj kosi" i osvojili 5. mjesto. Na Pjesmi Eurovizije 2006. s pjesmom "Lejla" osvojili su 3. mjesto.

## Članovi grupe

### Sadašnji članovi
- Hajrudin (Hari) Varešanović - vokal
- Izo Koletić - bubnjevi
- Karlo Martinović - solo gitara
- Nihad Voloder - ritam gitara

### Bivši članovi
- Željko Zuber
- Neno Jeleč
- Adi Mulahalilović
- Edo Mulahalilović
- Pjer Žalica
- Zoran Kesić

## Festivali
- 2002. - Hrvatski radijski festival 2002.
- 2003. - Hrvatski radijski festival 2003.
- 2003. - Split 2003.
- 2004. - Hrvatski radijski festival 2004.
- 2006. - Eurovizija 2006. - treće mjesto
- 2009. - Hrvatski radijski festival 2004 - prvo mjesto (Grand Prix; duet s Ninom Badrić na pjesmi Ne mogu ti reći šta je tuga)

## Diskografija
- 1985. - U tvojoj kosi
- 1986. - Ne bi te odbranila ni cijela Jugoslavija
- 1988. - Ja te volim najviše na svijetu
- 1989. - Volio bi' da te ne volim
- 1990. - Strah me da te volim
- 1992. - Rođena si samo za mene
- 1994. - Ostaj mi zbogom ljubavi
- 1998. - Ja nemam snage da te ne volim
- 2001. - Sve najljepše od Hari Mata Hari
- 2001. - Baš ti lijepo stoje suze
- 2002. - Ružmarin i najljepše neobjavljene pjesme
- 2002. - Live
- 2004. - Zakon jačega
- 2009. - Sreća
- 2016. -  Ćilim

## Vanjske poveznice
- Službena stranica  Arhivirana inačica izvorne stranice od 6. ožujka 2011. (Wayback Machine)